# Laurent de Ripafratta
Laurent de Ripafratta (Ripafratta, frazione de San Giuliano Terme, vers 1373 - Pistoia, 27 septembre 1456) est un religieux italien dominicain du couvent de Santa Caterina à Pise. Il participe à un mouvement de renouveau spirituel des ordres monastiques. Il est béatifié par Pie IX en 1851 .

## Biographie
Laurent de Ripafratta est un religieux italien dominicain du couvent de Santa Caterina à Pise d'où il lance la réforme de son ordre. Il est ensuite nomé « maître des novices » à Cortone, où il forme spirituellement saint Antonin de Florence et Fra Angelico,,.

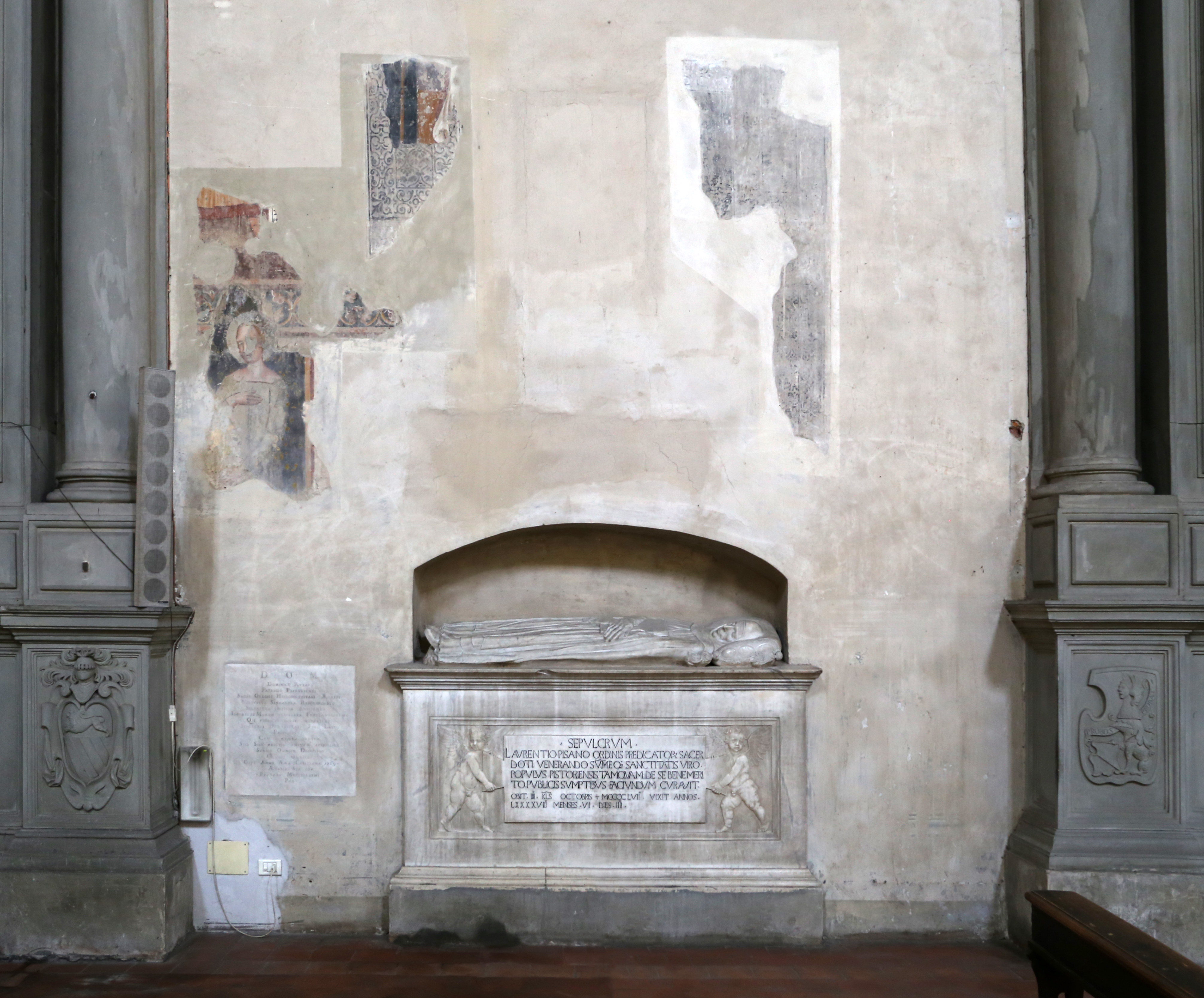
Sépulture dans l'église des dominicains de Pistoia.

Il est surnommé l'Arche du Testament. Il est vicaire général de l'ordre dominicain réformé. Il participe à un mouvement de renouveau spirituel des ordres monastiques. Il rejoint le bienheureux Giovanni Dominici dans la réforme de l'ordre des Prêcheurs,. Lorsque la peste frappe les villes de Pistoia et Fabriano ils part aider les malades « sans se soucier des risques de contagion ». Puis, durant des années, il va endurer une horrible plaie à la jambe « avec une patience exaltante ».
Il est béatifié par Pie IX le 4 avril 1851. Sa mémoire est célébrée le 27 septembre. Ses reliques sont vénérées dans l'église des dominicains de Pistoia,.